# Nationalparks in Kanada

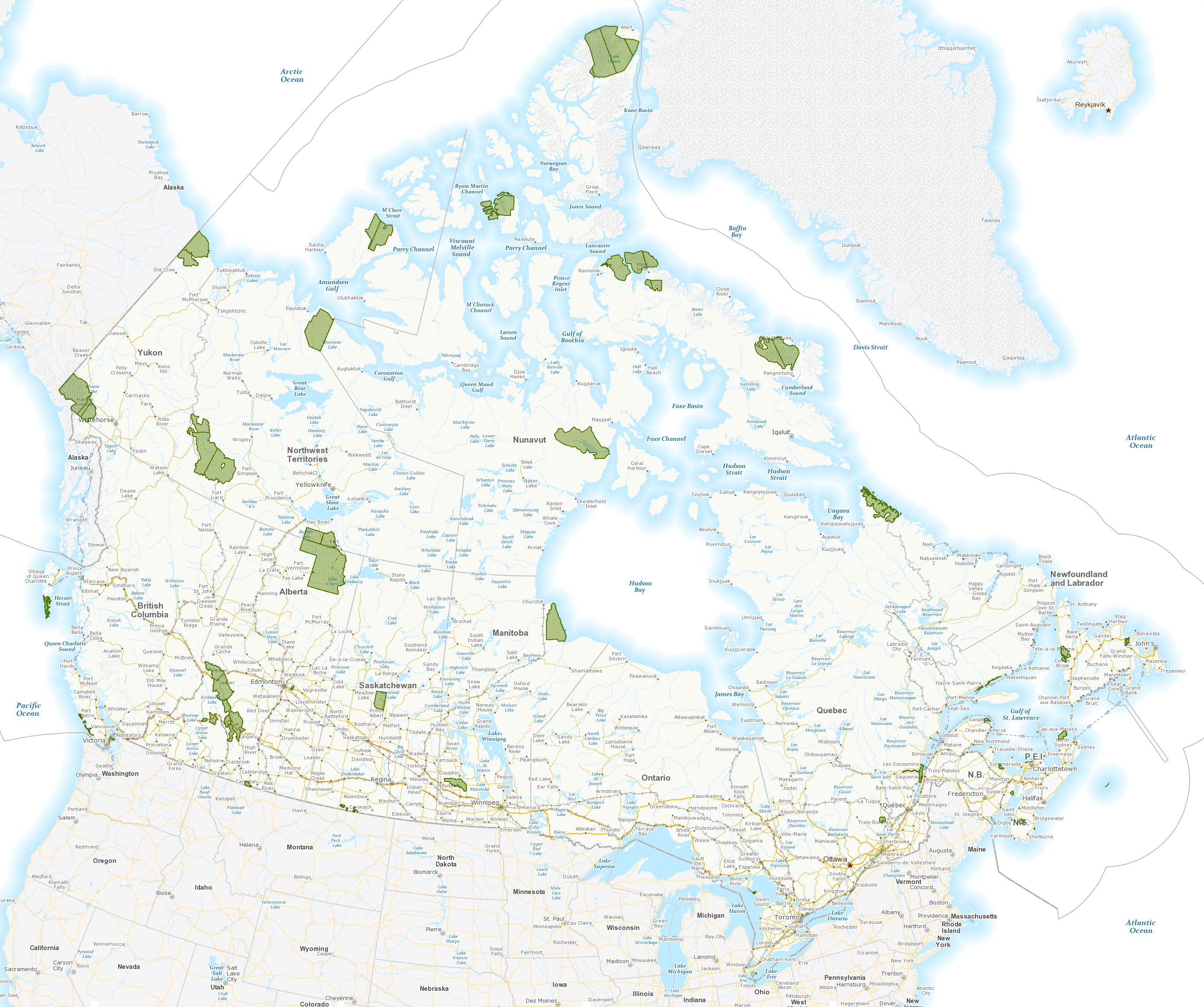
Lage der Nationalparks (Stand: 2014)

In Kanada bestehen 48 Nationalparks. Sie werden von der Regierungsbehörde Parks Canada, die dem kanadischen Umweltminister unterstellt ist, verwaltet.
Bereits 1885 wurde von der kanadischen Regierung Land für öffentliche Parks bereitgestellt, aus dem später der Banff-Nationalpark wurde. Ähnlich wie in den Vereinigten Staaten von Amerika sind die Parks ursprünglich zur Erholung und zum Vergnügen der Bevölkerung geschaffen worden. 1930 hat das Parlament mit dem National Park Act eine Verordnung erlassen, um die Gebiete unter Schutz zu stellen.
Bis in die 1970er Jahre wurden Nationalparks nicht nach einem System oder Plan eingerichtet, sondern relativ willkürlich verteilt. Unter der Verantwortung von Jean Chrétien wurde dann mit der Erarbeitung eines Plans begonnen, nach welchem die Regionen ausgewählt werden, in denen noch ein Nationalparks eingerichtet werden soll. Mit dem National Parks System Plan wurde Kanada in 39 Regionen eingeteilt. Aktuell sind erst in 30 der Regionen Parks eingerichtet. In einer Region, der Region „Mackenzie Delta“, gibt es keinen Nationalpark, aber es wurde ein Schutzgebiet in Form des Pingo Canadian Landmark eingerichtet. In 8 Regionen sind noch keine Parks eingerichtet, dafür sind manche Regionen jedoch überdurchschnittlich vertreten (z. B. die Regionen Rocky Mountains oder St. Lawrence Lowlands in denen es jeweils fünf Nationalparks gibt). Langfristig soll jede der Regionen durch mindestens einen Park repräsentiert werden. Ein weiterer Park, der South Okanagan-Similkameen National Park sollte schon 2010 zum Nationalpark (IUCN-Kategorie II) werden, doch steht die endgültige Entscheidung noch aus. Mit diesem würde dann ein Park in einer bisher nicht berücksichtigten Region eingerichtet.
Hinzu kommen weitere nationale Gewässerschutzgebiete, wie im Oberen See.
Mit Reserves werden in Kanada Nationalparks bezeichnet, in denen die Indigenen besondere Rechte haben und zum Beispiel jagen oder fischen dürfen. Teilweise tragen Parks auch dann den Zusatz Reserve wenn dessen endgültige Grenzen oder die Nutzungsbedingungen erst nach der Klärung von noch offenen bzw. ungeklärten Ansprüchen, von in der Regel, First Nations festgelegt werden können.

## Liste der Nationalparks
| Name                                                  | Ansicht | Provinz/Territorium           | Gründung | Fläche     | Besucher (2022–23) |
| ----------------------------------------------------- | ------- | ----------------------------- | -------- | ---------- | ------------------ |
| Akami-Uapishkᵁ-KakKasuak-Mealy-Mountains-Nationalpark |         | Neufundland und Labrador      | 2015     | 10.700 km² | k. A.              |
| Aulavik-Nationalpark                                  |         | Nordwest-Territorien          | 1992     | 12.199 km² | 34                 |
| Auyuittuq-Nationalpark                                |         | Nunavut                       | 1976     | 20.500 km² | 256                |
| Banff-Nationalpark                                    |         | Alberta                       | 1885     | 6.641 km²  | 4.130.081          |
| Bruce-Peninsula-Nationalpark                          |         | Ontario                       | 1987     | 270 km²    | 460.435            |
| Cape-Breton-Highlands-Nationalpark                    |         | Nova Scotia                   | 1936     | 950 km²    | 277.203            |
| Elk-Island-Nationalpark                               |         | Alberta                       | 1906     | 194 km²    | 409.891            |
| Forillon-Nationalpark                                 |         | Québec                        | 1974     | 240 km²    | 16.413             |
| Fundy-Nationalpark                                    |         | New Brunswick                 | 1948     | 206 km²    | 303.575            |
| Georgian-Bay-Islands-Nationalpark                     |         | Ontario                       | 1929     | 12 km²     | 27.482             |
| Glacier-Nationalpark                                  |         | British Columbia              | 1886     | 1.349 km²  | 726.546 1 3        |
| Grasslands-Nationalpark                               |         | Saskatchewan                  | 1981     | 906 km²    | 19.656             |
| Gros-Morne-Nationalpark                               |         | Neufundland und Labrador      | 1973     | 1.805 km²  | k. A.              |
| Gulf-Islands-Nationalpark                             |         | British Columbia              | 2003     | 33 km²     | 28.434             |
| Gwaii-Haanas-Nationalpark                             |         | British Columbia              | 1988     | 1.470 km²  | 2.651              |
| Ivvavik-Nationalpark                                  |         | Yukon                         | 1984     | 10.168 km² | 179                |
| Jasper-Nationalpark                                   |         | Alberta                       | 1907     | 10.878 km² | 2.415.463          |
| Kejimkujik-Nationalpark                               |         | Nova Scotia                   | 1974     | 381 km²    | 75.284             |
| Kluane-Nationalpark                                   |         | Yukon                         | 1972     | 22.015 km² | 47.098             |
| Kootenay-Nationalpark                                 |         | British Columbia              | 1920     | 1.406 km²  | 574.126            |
| Kouchibouguac-Nationalpark                            |         | New Brunswick                 | 1979     | 239 km²    | 243.489            |
| La-Mauricie-Nationalpark                              |         | Québec                        | 1970     | 544 km²    | 219.824            |
| Mingan-Archipelago-Nationalpark                       |         | Québec                        | 1984     | 150 km²    | 44.017             |
| Mount-Revelstoke-Nationalpark                         |         | British Columbia              | 1914     | 260 km²    | 726.546 2 3        |
| Naats'ihch'oh-Nationalpark                            |         | Nordwest-Territorien          | 2012     | 4.850 km²  | 109                |
| Nahanni-Nationalpark                                  |         | Nordwest-Territorien          | 1976     | 4.766 km²  | 1.104              |
| Pacific-Rim-Nationalpark                              |         | British Columbia              | 1970     | 500 km²    | 1.163.362          |
| Point-Pelee-Nationalpark                              |         | Ontario                       | 1918     | 15,5 km²   | 492.122            |
| Prince-Albert-Nationalpark                            |         | Saskatchewan                  | 1927     | 3.875 km²  | 287.372            |
| Prince-Edward-Island-Nationalpark                     |         | Prince Edward Island          | 1937     | 22 km²     | 756.243            |
| Pukaskwa-Nationalpark                                 |         | Ontario                       | 1978     | 1.878 km²  | 17.285             |
| Qausuittuq-Nationalpark                               |         | Nunavut                       | 2015     | 11.000 km² | 7                  |
| Quttinirpaaq-Nationalpark                             |         | Nunavut                       | 1988     | 37.775 km² | 18                 |
| Riding-Mountain-Nationalpark                          |         | Manitoba                      | 1929     | 2.973 km²  | 355.757 3          |
| Rouge-Nationalpark                                    |         | Ontario                       | 2015     | 18 km²     | k. A.              |
| Sable-Island-Nationalpark                             |         | Nova Scotia                   | 2011     | 34 km²     | 806                |
| Sirmilik-Nationalpark                                 |         | Nunavut                       | 1999     | 22.200 km² | 6                  |
| Terra-Nova-Nationalpark                               |         | Neufundland und Labrador      | 1957     | 400 km²    | 45.191             |
| Thaidene-Nëné-Nationalpark                            |         | Nordwest-Territorien          | 2019     | 14.070 km² | k. A.              |
| Thousand-Islands-Nationalpark                         |         | Ontario                       | 1904     | 9 km²      | 109.284            |
| Torngat-Mountains-Nationalpark                        |         | Neufundland und Labrador      | 2005     | 9.700 km²  | k. A.              |
| Tuktut-Nogait-Nationalpark                            |         | Nordwest-Territorien          | 1996     | 16.340 km² | 12                 |
| Ukkusiksalik-Nationalpark                             |         | Nunavut                       | 2003     | 20.000 km² | k. A.              |
| Vuntut-Nationalpark                                   |         | Yukon                         | 1995     | 4.400 km²  | k. A.              |
| Wapusk-Nationalpark                                   |         | Manitoba                      | 1996     | 11.475 km² | 82                 |
| Waterton-Lakes-Nationalpark                           |         | Alberta                       | 1895     | 525 km²    | 475.842            |
| Wood-Buffalo-Nationalpark                             |         | Alberta/ Nordwest-Territorien | 1922     | 44.802 km² | 2.399              |
| Yoho-Nationalpark                                     |         | British Columbia              | 1886     | 1.313 km²  | 663.878            |

## Tourismus in den Nationalparks
Im Haushaltsjahr 2019/2020 besuchten nach Angaben der Parkverwaltung insgesamt 12.724.726 Menschen die 48 Nationalparks. Besucherschwerpunkt sind dabei die mit etwas mehr als 8,3 Millionen Besucher die sieben Nationalparks in den Kanadischen Rocky Mountains. Dabei muss der Banff-Nationalpark mit mehr als 4,13 Millionen Besuchern die größte Anzahl verkraften. Hier wird auch der Konflikt zwischen Naturschutz und Massentourismus am deutlichsten. Allerdings fallen die Besucherzahlen über alle Parks betrachtet extrem unterschiedlich aus. Die Parks mit den wenigsten Besuchern liegen dabei jedoch alle weit im Norden des Landes (Sirmilik-Nationalpark – 6 Besucher, Quttinirpaaq-Nationalpark – 7 Besucher, Tuktut-Nogait-Nationalpark – 12 Besucher).
Zum Besuch, insbesondere für die für den Naturtourismus freigegebenen Bereiche der Nationalparks, benötigt man in der Regel eine kostenpflichtige Erlaubnis (englisch Permit), die für Tagesausflüge (englisch Daily Pass) oder für ein ganzes Jahr (englisch Parks Canada Discovery Pass) erworben werden kann. Zusätzliche Leistungen wie zum Beispiel das Campen oder das Recht ein Feuer zu entzünden oder die Landeerlaubnis für ein Luftfahrzeug (von Bedeutung im Norden von Parks teilweise nur so in kurzer Zeit zu erreichen sind) müssen ggf. extra bezahlt werden.

## Provinzparks in Kanada
Neben den nationalen Schutzgebieten gibt es in Kanada mehrere hundert Provincial Parks (in der Provinz Quebec als parc national bezeichnet) sowie Territorial Parks in den nördlichen Territorien. Diese haben oft eine Größe und Ausstattung, die der der Nationalparks gleichkommt (z. B. Wells Gray Park in British Columbia), z. T. sind es aber auch kleinere, besonders schützenswerte Gebiete. Teilweise haben diese Parks auch Campingplätze, häufig Areale zur Tagesnutzung. Die Verwaltung der Provinz- und Territorienparks liegt in der Hand der jeweiligen Provinz- bzw. Territorienregierung.